# Autobahndreieck Velbert-Nord
Das Autobahndreieck Velbert-Nord (Abkürzung: AD Velbert-Nord; Kurzform: Dreieck Velbert-Nord) ist ein Autobahndreieck in Nordrhein-Westfalen in der Metropolregion Rhein-Ruhr. Es verbindet die Bundesautobahn 44 (Aachen – Kassel) mit der Bundesautobahn 535 (Velbert – Wuppertal).

## Geografie
Das Autobahndreieck liegt auf dem Stadtgebiet von Velbert im Kreis Mettmann. Nächstgelegene Stadtteile sind Velbert-Mitte und Langenhorst. Es befindet sich etwa 25 km nordöstlich von Düsseldorf, etwa 15 km südlich von Essen und etwa 15 km nördlich von Wuppertal.
Das Autobahndreieck Velbert-Nord trägt auf der A 44 die Anschlussstellennummer 37, auf der A 535 die Nummer 1.

## Bauform und Ausbauzustand
Beide Autobahnen sind vierstreifig ausgebaut. Die Verbindungsrampe von der A 44-Ost zur A 535 ist zweispurig, die restlichen Verbindungsrampen sind einspurig ausgeführt.
Das Autobahndreieck wurde als vollständiges Dreieck in T-Form angelegt. Auf der A 44 bildet das Dreieck zusammen mit der AS Velbert-Nord eine Doppelanschlussstelle.

## Verkehrsaufkommen
Das Dreieck wird täglich von rund 39.000 Fahrzeugen befahren. Damit gehört es zu den am schwächsten frequentierten Autobahnkreuzen in Nordrhein-Westfalen.
| Von                                  | Nach                 | Durchschnittliche tägliche Verkehrsstärke | Anteil Schwerlastverkehr |
| ------------------------------------ | -------------------- | ----------------------------------------- | ------------------------ |
| AS Heiligenhaus-Hetterscheidt (A 44) | AD Velbert-Nord      | 18.400                                    | 4,7 %                    |
| AD Velbert-Nord                      | AS Langenberg (A 44) | 27.700                                    | 4,2 %                    |
| AD Velbert-Nord                      | AS Velbert (A 535)   | 32.100                                    | 4,1 %                    |